# 榆树站
榆树站，位于中华人民共和国吉林省长春市榆树市，是陶舒铁路上的火车站，建于1943年，由沈阳局集团管辖。

## 历史
- 初代车站建于1943年，和陶榆铁路建成同步启用。
- 1946年5月，陶榆铁路大部分被拆除，停办业务。
- 1950年12月5日，陶榆铁路恢复运营，榆树站重新启用。
- 2020年6月5日，榆树市启动火车站区域整体改造提升工程，原站房拆除，准备建设新站房。
- 2021年9月，榆树站站台修建了450米的站台防雨棚，将现有的1站台改建为高站台。
- 2022年1月28日，新站房落成。[2]

## 车站周边
- 吉林榆树农村商业银行铁北路支行
- 榆树市第一高级中学
- 吉林书画专修学院榆树分院
- 盛世之星酒店
- 榆树市环境保护局
- 吉林榆树农村商业银行百盛支行
- 榆树市第三小学
- 榆树市城市管理行政执法局